# فمینیسم در استرالیا

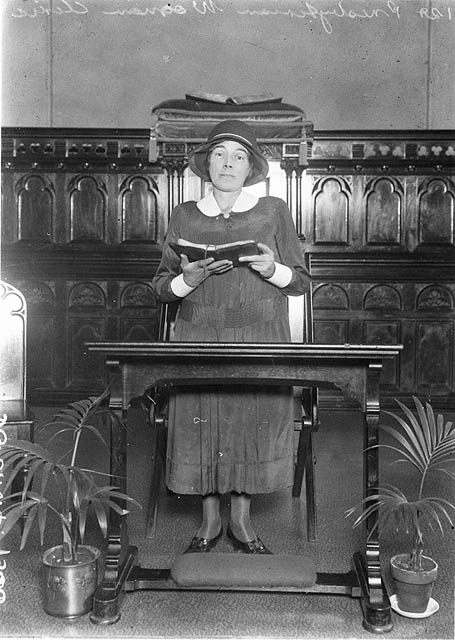
فمینیسم در استرالیا

فمینیسم در استرالیا یکی از جنبش‌های فرهنگی و اجتماعی مهم است که در طول دهه‌های گذشته به شدت توسعه یافته‌است. این جنبش به دنبال حقوق برابر و ایجاد تغییرات اجتماعی برای زنان و دیگر گروه‌های محروم و آزادی بیشتر آنان از تبعیض و نابرابری است.
اولین جنبش فمینیستی در استرالیا در دهه ۱۹۱۰ شکل گرفت و تأثیرهای آن تا دهه‌های بعد ادامه داشت. اما اوج این جنبش در دهه ۱۹۷۰ با حضور شدید زنان در حرکت‌های مبارزه برای حقوق برابر و توسعه جنبش‌های فمینیستی اتفاق افتاد. این جنبش باعث شد که دانشگاه‌ها، سازمان‌های اجتماعی، سیاسی و فرهنگی در استرالیا تغییر کنند و شیوه تفکر و رفتار آنان نسبت به زنان و دیگر گروه‌های محروم تغییر کند.
از آن زمان به بعد، حقوق زنان در استرالیا بهبود یافته و زنان با موفقیت در انواع شغل‌ها و سمت‌های اجرایی جایگاه گرفته‌اند. همچنین، حقوق تولد و امتیازات مادری بهبود یافته و تفاوت‌های جنسیتی در دسترسی به آموزش و سایر خدمات عمومی کاهش یافته‌است.
همچنین، جنبش فمینیستی در استرالیا به توسعه تعامل‌های بین‌المللی کمک کرده‌است و زنان استرالیایی در حرکت‌های جهانی برای دفاع از حقوق زنان شرکت کرده‌اند. استرالیا ارتباط دیرینه ای با حمایت و ایجاد حقوق زنان دارد. استرالیا دومین کشور در جهان بود که به زنان حق رأی داد (پس از نیوزلند در سال ۱۸۹۳) و اولین کشوری بود که به زنان حق انتخاب شدن در پارلمان ملی را داد.

## تاریخچه

### ۱۸۰۰ تا ۱۹۲۰
اولین نمونه‌های فمینیسم استرالیایی در اواسط دهه ۱۸۰۰ تا ۱۹۰۰ رخ داد. جنبش اولیه بیشتر به اعمال حقوق اولیه بشر برای زنان، از جمله حق رای، حق نامزدی در انتخابات پارلمانی، و حمایت از استثمار جنسی مربوط می‌شد. مری لی، یک زن استرالیایی-ایرلندی، در جلب حمایت از بسیاری از جنبش‌های حقوق زنان در استرالیا اثرگذار بود. از سال ۱۸۸۳ به بعد، لی در افزایش سن رضایت برای دختران در استرالیا از ۱۳ به ۱۶ سال، تأسیس اتحادیه کارگری زنان کارگر، مشارکت داشت و اتحادیه زنان استرالیای جنوبی را پایه‌گذاری کرد که منجر به اعطای مجوز حق رای زنان در استرالیای جنوبی شد. در اوایل دهه ۱۹۰۰، حزب کارگر استرالیا نسبت به زنان و ورود آنها به مجلس بی میلی نشان داد.[۱۰] در طول جنگ جهانی اول، زنان با نرخ‌های بالاتری نسبت به سال‌های گذشته وارد نیروی کار شدند، هرچند اغلب در زمینه‌هایی که قبلاً توسط زنان پر جمعیت بود.

## ۱۹۲۰ تا ۱۹۷۰
ادیت کوان، اولین زنی که در سال ۱۹۲۰ به عضویت پارلمان استرالیا انتخاب شد، در پشت اسکناس پنجاه دلاری استرالیا به تصویر کشیده شده‌است. در اوت ۱۹۴۳، انید لیونز و دوروتی تانگنی اولین دو زن بودند که به پارلمان فدرال انتخاب شدند. بین جنگ‌های جهانی، انجمن زنان کشور در نیو ساوت ولز و کوئینزلند تأسیس شد و طی ۱۴ سال بعد در سراسر استرالیا گسترش یافت. یک گروه ملی فراگیر در سال ۱۹۴۵ تشکیل شد. مجله محبوب، هفته نامه زنان، که برای بازار زنان توسط فرانک پکر ایجاد شد، نیز در این دوره تأسیس شد. با این حال، از اولین نسخه آن در سال ۱۹۳۳، مجله توسط مردان ویرایش شد تا اینکه ایتا بوتروز در سال ۱۹۷۵ منصوب شد.